# Curva integral de um campo vetorial
Em matemática, uma curva integral de um campo vetorial, ou, mais comumente, curva integral, é o análogo abstrato da linha de corrente em um fluxo de um fluido. Em física quando o campo em questão representa um campo de força as curvas integrais correspondem às linhas de força.

## Tipos de integrais utilizadas em campos vetoriais
Quando se diz que há uma curva, superfície ou plano que está imersa em um campo vetorial, contendo uma função vetorial, ela pode ser encaixada em três casos que tenham algum significado útil na física:
{\displaystyle I)} integrais onde a função vetorial e parametrizada, como uma função vetorial de t, por exemplo: {\displaystyle \int {\vec {F}}(t)\cdot d{\vec {t}}}
{\displaystyle II)} integrais de linha, onde são definidas através de uma curva que está dentro de um campo vetorial, sempre dada por um c(t), sendo r uma função parametrizada da curva, por exemplo: {\displaystyle \int {\vec {F}}(c)\cdot d{\vec {c}}}
{\displaystyle III)} integrais de superfície, onde o v, é o vetor normatizado, ou vetor normal unitário, que é perpendicular a superfície que se encontra exposta ao campo e definida aos limites da própria superfície, por exemplo: {\displaystyle \iint \limits _{s}{\vec {F}}\cdot v\cdot d{\vec {s}}}
Sabendo que a definição de um Campo Conservativo é: "Um campo vetorial no {\displaystyle R^{n}} diz-se conservativo se existir um campo escalar {\displaystyle R} diferenciável tal que o gradiente de {\displaystyle \nabla \cdot f} é igual a {\displaystyle {\vec {F}}}. Uma tal função Falhou a verificação gramatical (SVG (MathML pode ser ativado através de uma extensão do ''browser''): Resposta inválida ("Math extension cannot connect to Restbase.") do servidor "http://localhost:6011/pt.wikipedia.org/v1/":): {\displaystyle f}
 diz-se então um potencial de {\displaystyle F}".
Dentre os casos, o item 1, define a função vetorial nas direções como: {\displaystyle {\vec {F}}(t)=m(t){\hat {i}}+n(t){\hat {j}}+o(t){\hat {k}}}
Usado a definição de campo conservativo é irrotacional, usa-se o teste do rotacional,{\displaystyle \nabla \times {\vec {F}}={\vec {0}}} [2]. O fluxo para caminhos, ou curvas distintas podem ser separados em duas ou mais integrais e parametrizado de acordo com a forma da curva, sendo uma parametrização natural {\displaystyle x=(t)}, {\displaystyle y=(t^{2})} e {\displaystyle z=(t^{3})}. Sendo a integral indefinida a constante de cada uma das integrações em sua determinada posição, ou eixo pertencente, é a complementação do outro eixo:
Exemplo:
Considere-se a questão do cálculo de {\displaystyle f(x,y)=(2x,2y)}, onde {\displaystyle (t)=(1-t)(0,0)+t(1,2)}, diferenciável em t.
Usando o teste do rotacional o campo é conservativo e independe do caminho, por isso pode ser parametrizado de varias formas.
{\displaystyle f(x)=2x} e {\displaystyle f(y)=2y},
então,{\displaystyle \int f(x)\cdot d{x}}  = {\displaystyle F(x,y)} = {\displaystyle x^{2}+c(y)} e{\displaystyle \int f(y)\cdot d{y}}  = {\displaystyle F(x,y)} = {\displaystyle y^{2}+c(x)}, sendo {\displaystyle c} neste caso igual a zero.
Temos a função potencial {\displaystyle F(x,y)=x^{2}+y^{2}}, e potencial sendo o valor no ponto menos a origem:
{\displaystyle F(1,2)-F(0,0)=5}